# برليس
برليس (دار السنة) هي إقليم صغير في ماليزيا، وقد بلغ عدد سكانها 227025 نسمة عام 2010 (1432 هجري).

## الاقتصاد
يعتبر إقليم برليس مهم على الصعيد الاقتصادي الزراعي حيث ينتج السكر والرز والفواكه.

## أعلام
- أزهر منصور
- إلي إلياس
- نوريزان بكر